# Brachionopus pretoriae
Brachionopus pretoriae là một loài nhện trong họ Theraphosidae.
Loài này thuộc chi Brachionopus. Brachionopus pretoriae được William Frederick Purcell miêu tả năm 1904.